# Johann Jacob Baeyer

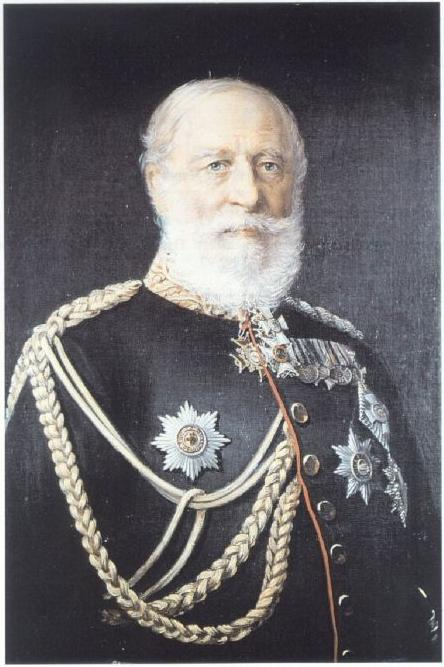
Johann Jacob Baeyer

Johann Jacob Baeyer, född 5 november 1794 i Müggelheim vid Berlin, död 10 september 1885 i Berlin, var en tysk geodet, upphovsman till den alleuropeiska gradmätningen. Han var far till Adolf von Baeyer.
Baeyer deltog i fälttågen 1813–15, varunder han befordrades till officer, genomgick därefter krigsskolan i Koblenz och användes till topografiska arbeten samt blev 1821 preussisk generalstabsofficer. Han deltog i Friedrich Wilhelm Bessels gradmätningar i Ostpreussen på 1830-talet, varigenom samarbete mellan ryska och preussiska triangelmätningarna kom till stånd. Han utnämndes 1843 till chef för generalstabens trigonometriska avdelning och erhöll 1858 avsked med generallöjtnants rang.
På förslag av Baeyer anordnades 1862 en hela mellersta Europa omfattande gradmätning, till vilken 1867 de övriga europeiska länderna med undantag av Storbritannien anslöt sig. För ändamålet inrättades i Berlin 1864 med Baeyer såsom president, en centralbyrå, som 1869 ombildades till ett geodetiskt institut.